# Saison 1926 de la NFL
Navigation
Édition précédente Édition suivante
La saison 1926 de la NFL est la septième saison de la National Football League. Elle voit le sacre des Yellow Jackets de Frankford.